# هيو ديفيدسون
هيو ديفيدسون (بالإنجليزية: Hugh Davidson)‏ (3 أغسطس 1980 بدندي في المملكة المتحدة - ) هو لاعب كرة قدم بريطاني في مركز الوسط. شارك مع منتخب اسكتلندا تحت 21 سنة لكرة القدم. أما مع النوادي، فقد لعب مع دندي يونايتد وريث روفرز ونادي ستيرلينغ ألبيون ونادي مونتروز لكرة القدم ونادي اربوراث وفورفار أثلتيك ‏.

## وصلات خارجية
- هيو ديفيدسون على موقع قاعدة بيانات كرة القدم.إي يو (الإنجليزية)
- هيو ديفيدسون على موقع Soccerbase.com (لاعب) (الإنجليزية)